# Заповідні сосни
Заповідні сосни — ботанічна пам'ятка природи місцевого значення. Розташована на території Ободівської сільської громади Гайсинського району Вінницької області (Ободівське лісництво, кв. 3 діл. 4) у лісовому масиві між селами Ободівка та Баланівка. 
Оголошена відповідно до рішення Вінницького облвиконкому від 29.08.1984 р. № 371. Охороняється ділянка цінного високопродуктивного соснового насадження віком 90 років.

## Галерея

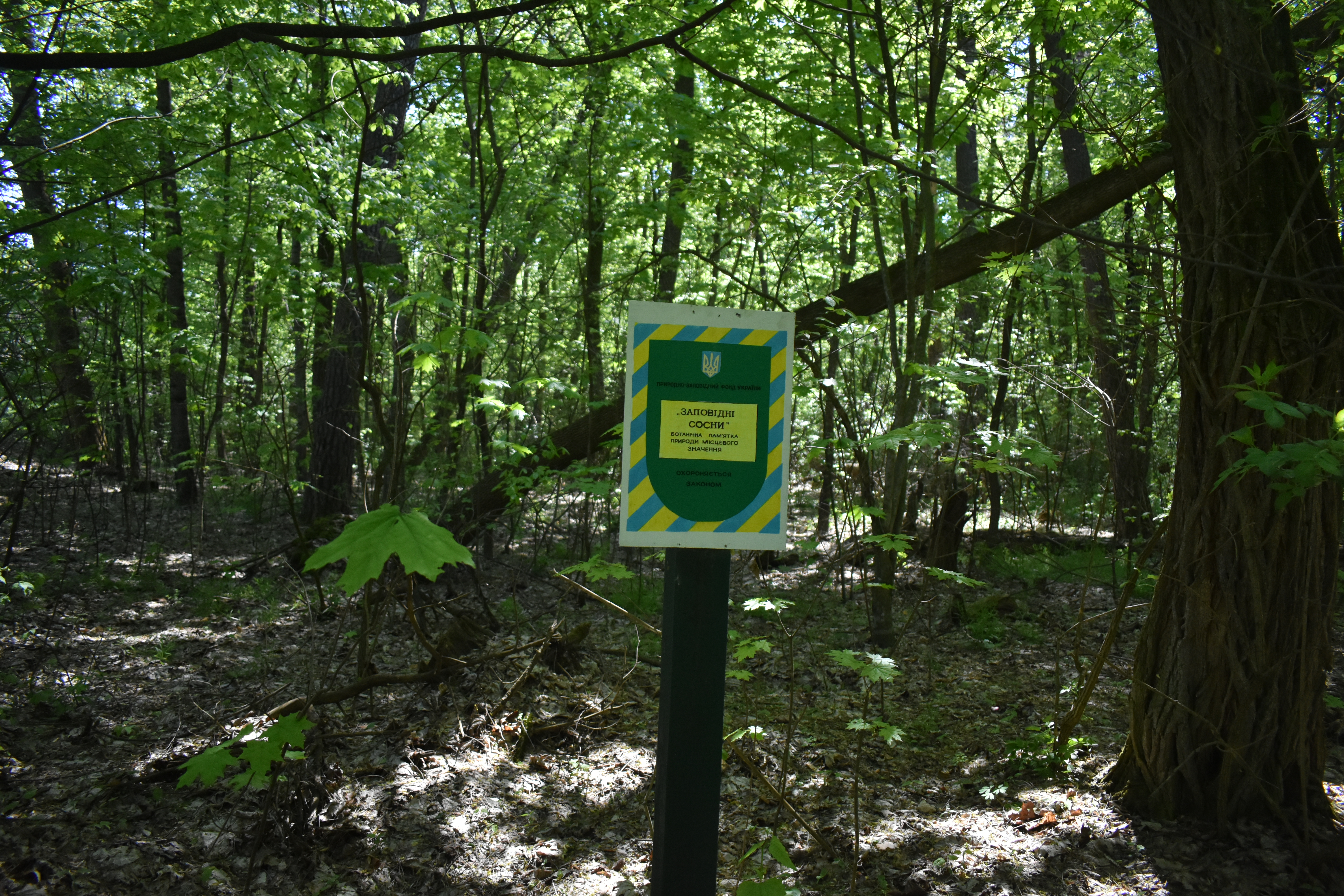
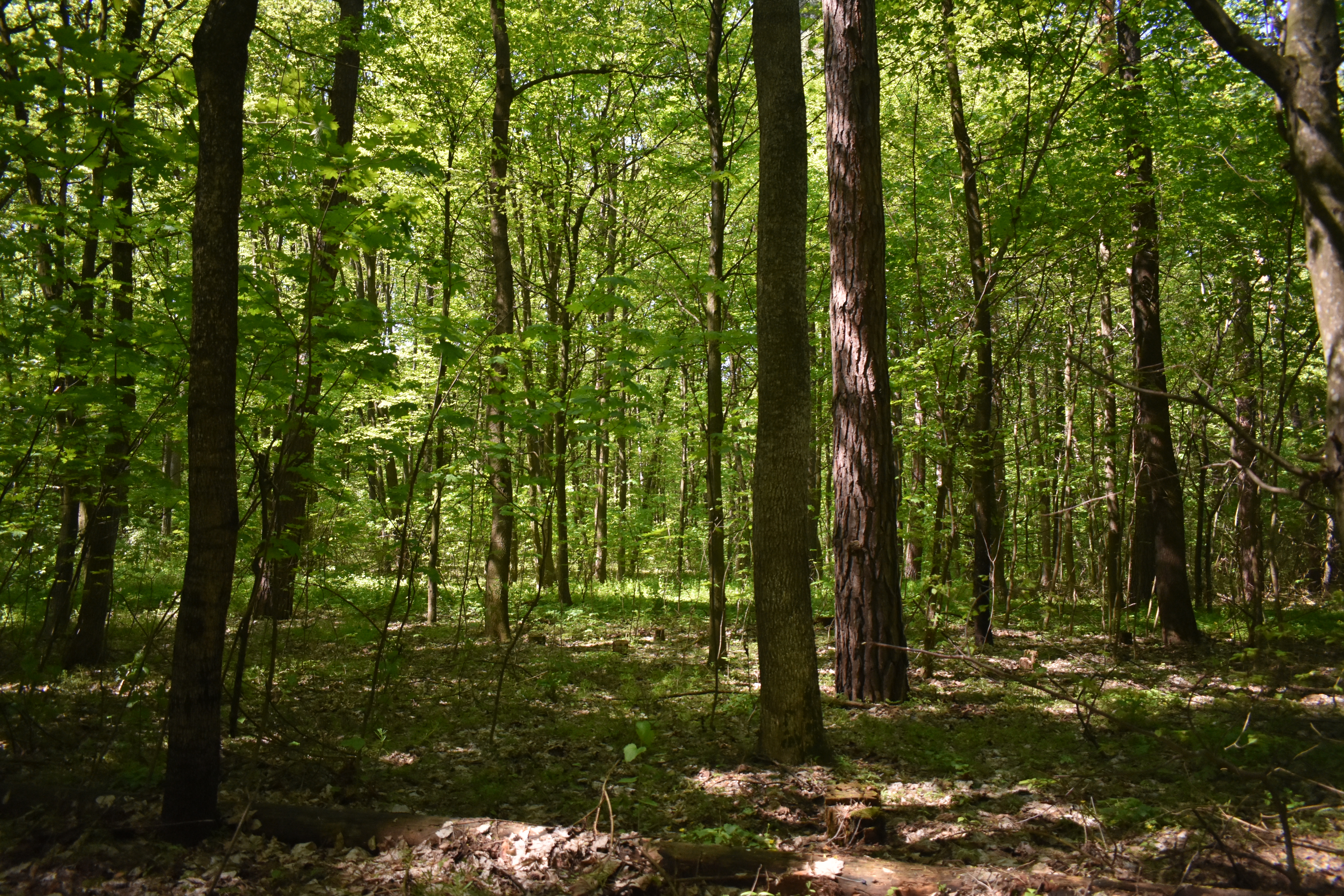
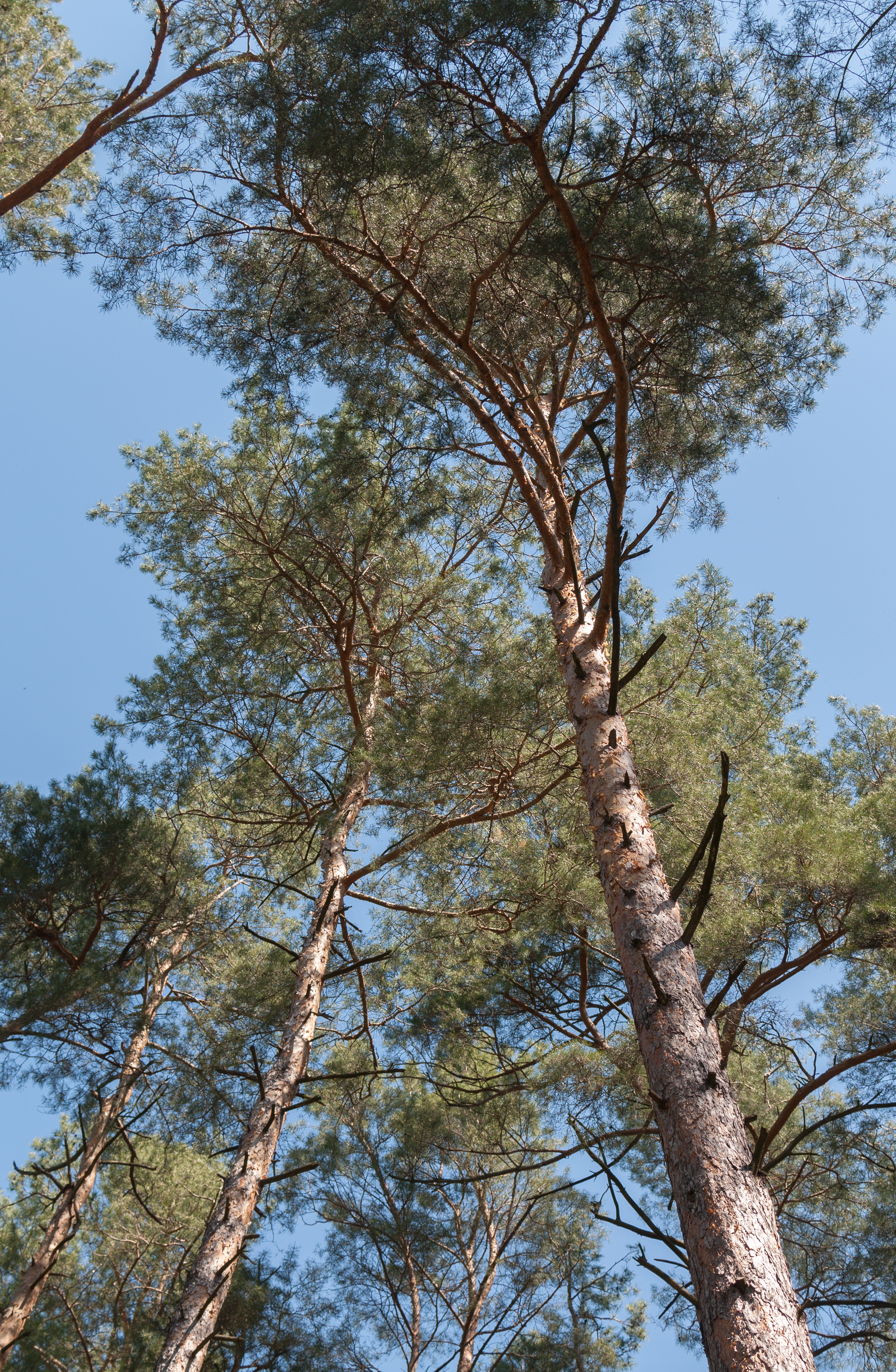
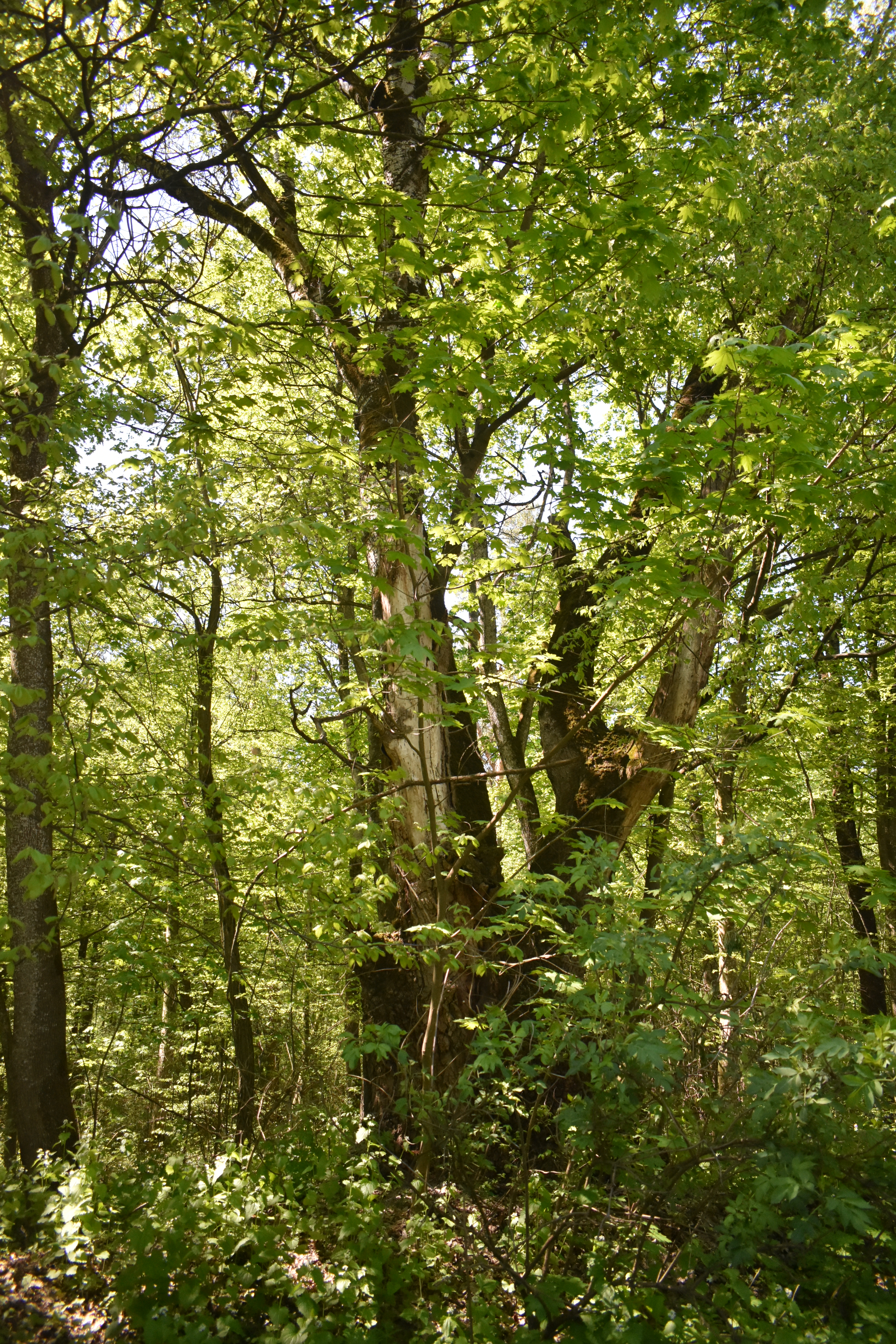
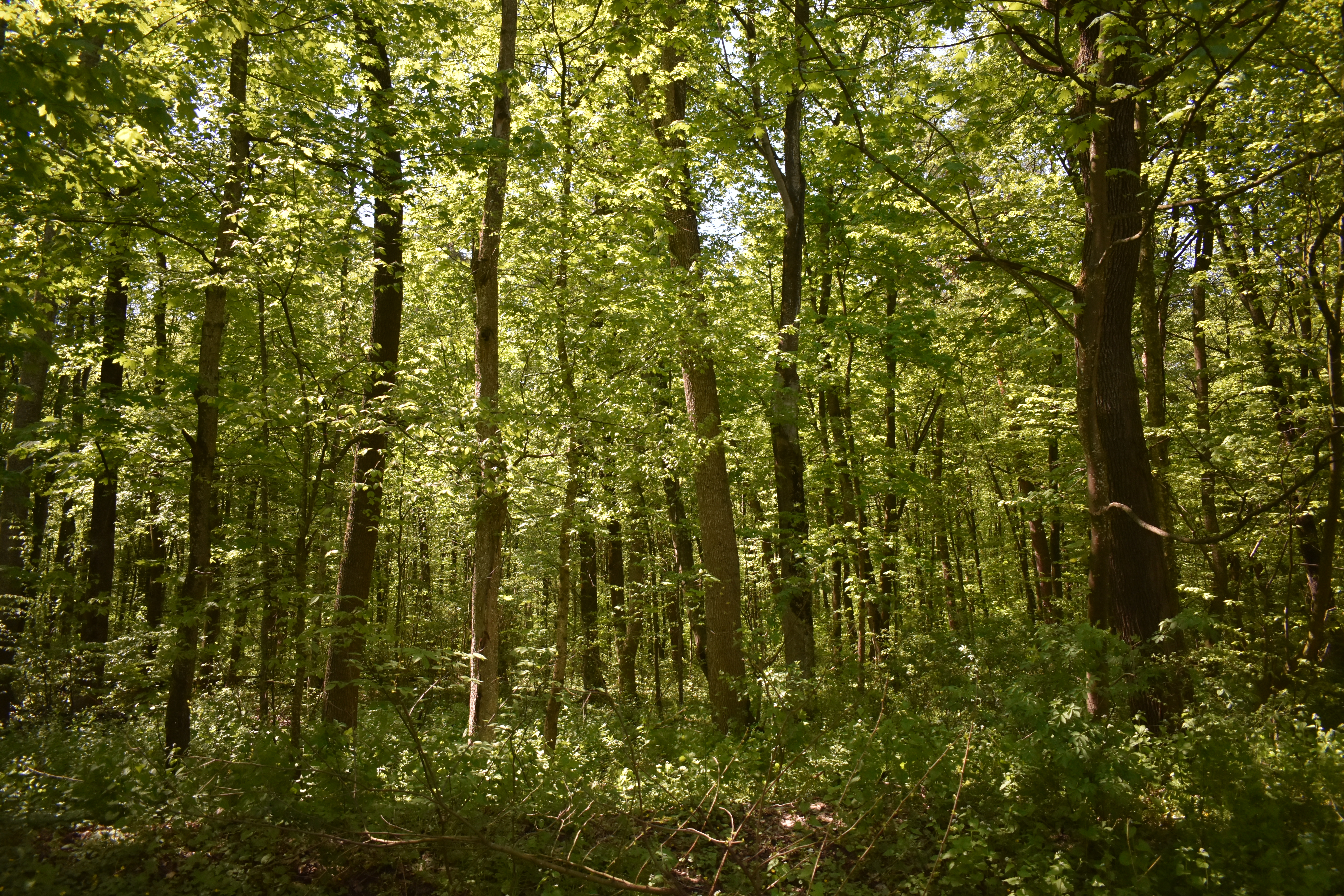